# Ciareniczy
Ciareniczy (biał. Цярэнічы; ros. Тереничи, Tierieniczi; pol. hist. Terenicze) – agromiasteczko na Białorusi, w obwodzie homelskim, w rejonie homelskim, w sielsowiecie Ciareniczy, nad Uzą.
W XIX i w początkach XX w. wieś i folwark położone w Rosji, w guberni mohylewskiej, w powiecie homelskim. Następnie w granicach Związku Sowieckiego. Od 1991 w niepodległej Białorusi.